# Mirko Stojanović
Pour les articles homonymes, voir Stojanović.
Mirko Stojanović (serbe : Мирко Стојановић), né le 11 juin 1939 à Zagreb à l'époque dans le royaume de Yougoslavie, aujourd'hui en Croatie, est un joueur de football international yougoslave (croate), qui évoluait au poste de gardien de but, avant de devenir ensuite entraîneur.

## Biographie

### Carrière de joueur

#### Carrière en club
Avec le club du Dinamo Zagreb, il remporte une Coupe de Yougoslavie. Avec l'équipe de l'Étoile rouge de Belgrade, il gagne un championnat de Yougoslavie, et une nouvelle Coupe de Yougoslavie.
Au cours de sa carrière, il dispute 94 matchs en première division yougoslave, et 81 matchs en NASL (équivalent D1 américaine).

#### Carrière en sélection
Avec l'équipe de Yougoslavie, il joue 4 matchs (pour aucun but inscrit) entre 1961 et 1964.
Il joue son premier match en équipe nationale le 29 novembre 1961 contre le Japon. Son deuxième match a lieu le 7 décembre 1961 contre l'Indonésie. Il dispute son troisième match le 19 septembre 1962 contre l'Éthiopie. Il reçoit sa quatrième et dernière sélection contre la Tchécoslovaquie le 17 mai 1964. À noter qu'il s'agit uniquement de matchs amicaux.
Il figure dans le groupe des sélectionnés lors de la Coupe du monde de 1962. Lors du mondial organisé au Chili, il ne joue aucun match.

## Palmarès
| Dinamo Zagreb - Coupe de Yougoslavie (1) : - Vainqueur : 1959-60. |  | Étoile rouge de Belgrade - Championnat de Yougoslavie (1) : - Champion : 1963-64. - Coupe de Yougoslavie (1) : - Vainqueur : 1963-64. |